# Блай (Жиронда)
Блай (фр. Blaye) — город и коммуна во французском департаменте Жиронда, административный центр округа Блай.

## Географическое положение
Блай лежит на восточном берегу эстуария Жиронды, образованного слиянием Гаронны и Дордони вблизи города Бордо. Между Блай, Медоком и Ламарком ходит паром по Жиронде. В 20 км на север от города расположена АЭС Блайас.

## История
В древние времена Блай (Blavia) была портом сантонов. Согласно легенде, здесь был похоронен Роланд. Существовала крепость, сыгравшая важную роль в войнах против англичан, сжёгших её в 1352 году, и религиозных войн во Франции. В 1832—1833 годах в крепости была заключена Мария Каролина Бурбон-Сицилийская.
Прежнее название города до 1961 года — Блай-э-Сен-Люк.

## Достопримечательности
Цитадель XVII века, построенная над рекой по планам военного инженера Вобана на месте старинной крепости. В последней находится могила короля Аквитании Хариберта II, сына Хлотаря II. Крепость защищалась двумя фортами: фортом Пате на острове и фортом Медок на левом берегу реки. Весь этот комплекс внесён в список Всемирного наследия ЮНЕСКО .
Коммуна Блай относится к правому берегу винодельческого региона Бордо. Местные виноградники выделены в аппелласьон уровня АОС. Площадь виноградников составляет 5880 га, преимущественно красных сортов. До начала XX века предпочтение отдавалось белым сортам для производства коньяка.
Блай имеет небольшой речной порт, преимущественно для вывоза зерна.
Неподалёку находится крупная атомная электростанция Блайе́.

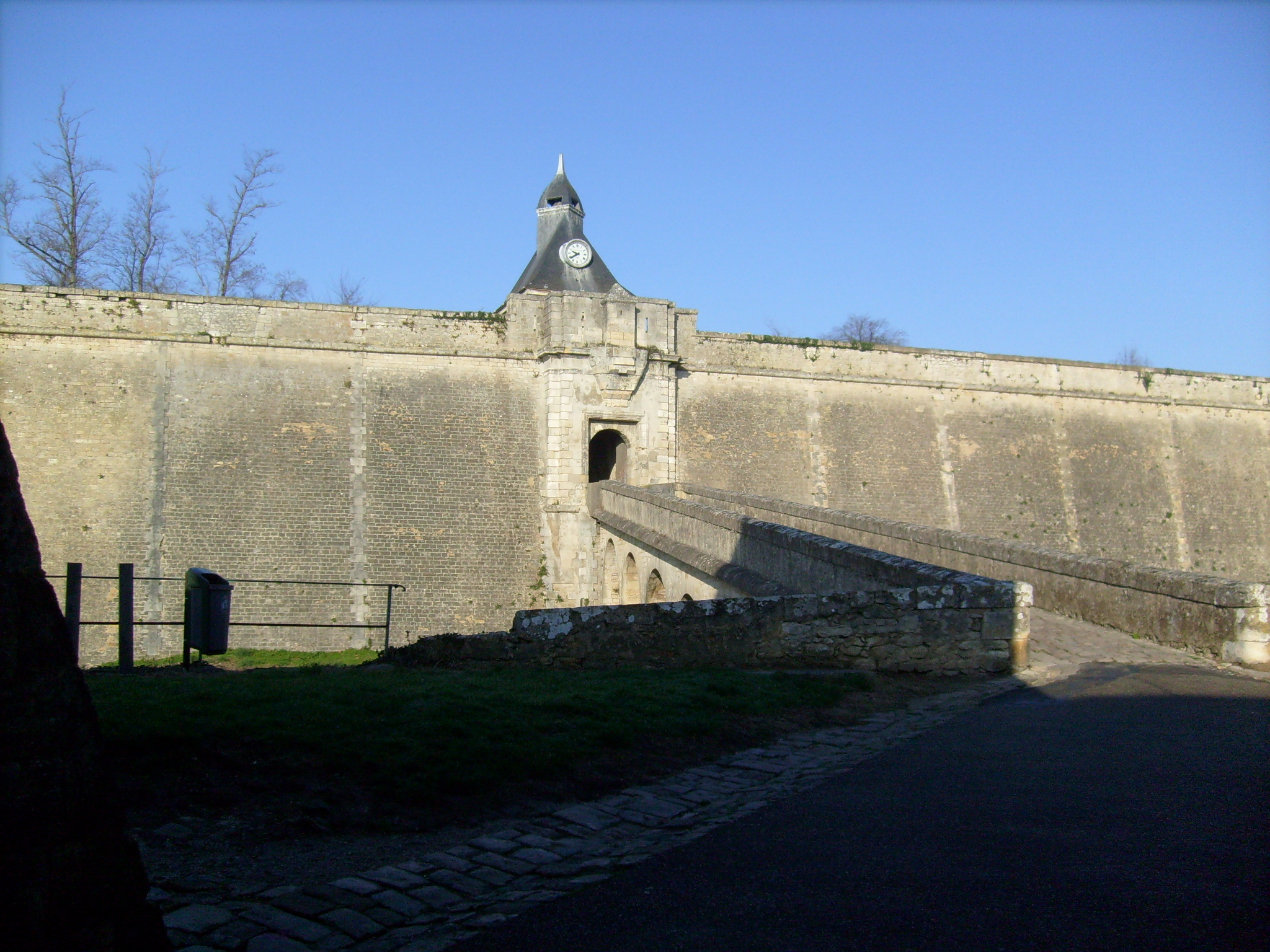
Вобановы укрепления
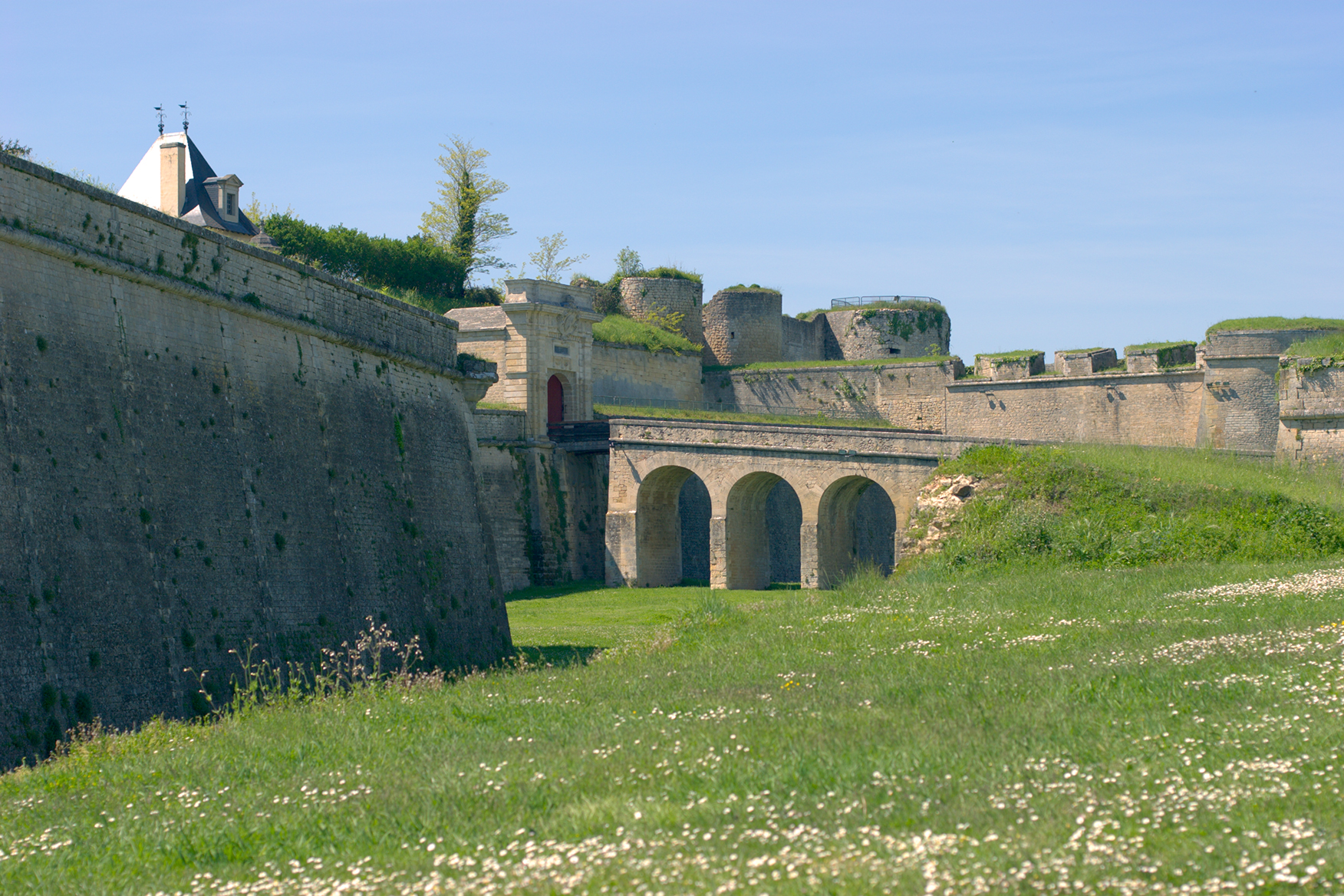
Подступы к крепости
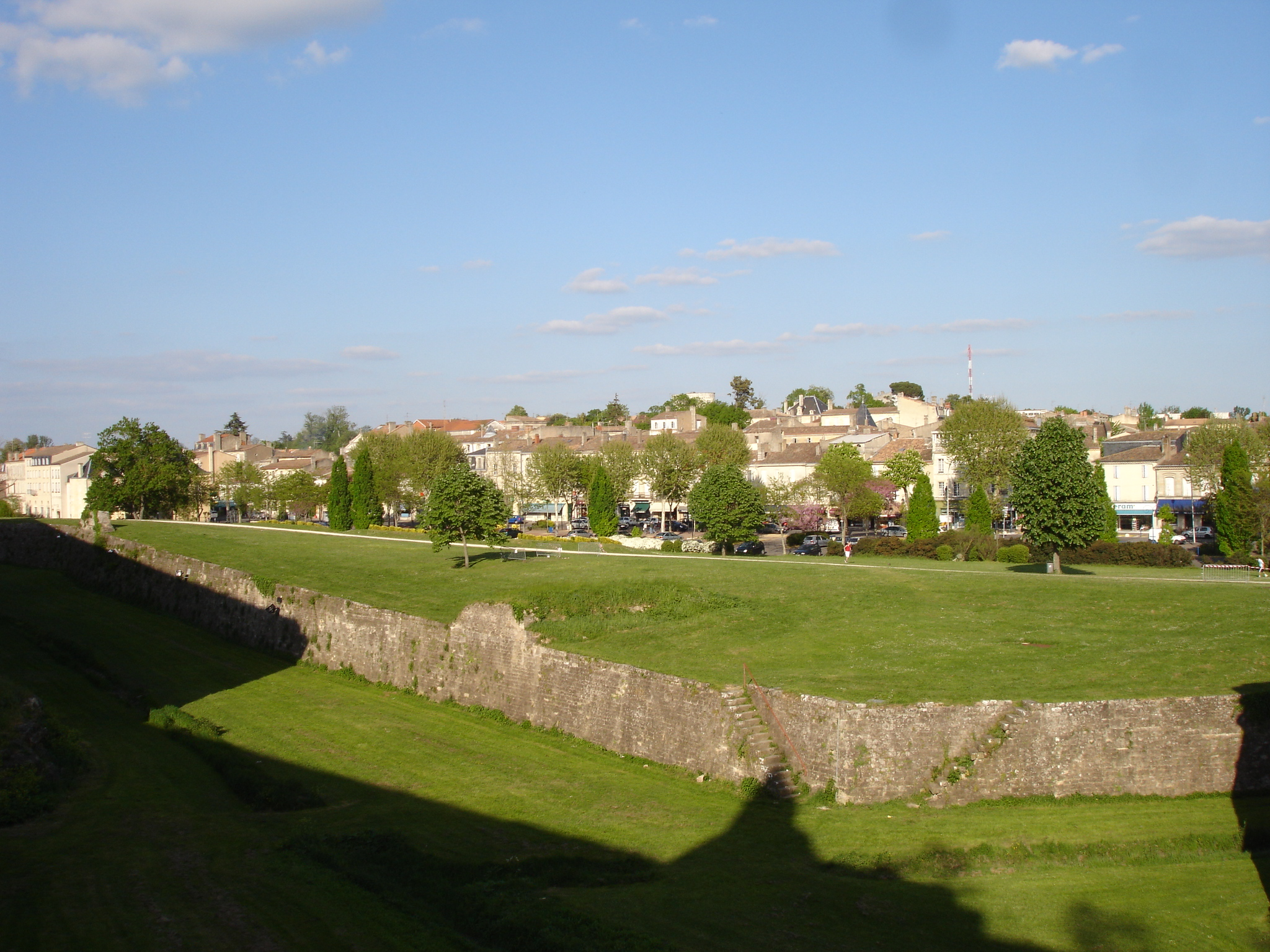
Вид на окрестности

## Города-побратимы
- Цюльпих, Германия
- Таррега, Испания
- Мачин, Румыния